# ارنبة العليا

تعديل مصدري - تعديل

ارنبة العليا هي إحدى قرى عزلة سرار بمديرية سرار التابعة لمحافظة أبين، بلغ تعداد سكانها 25 نسمة حسب تعداد اليمن لعام 2004.